# Klooster van Gerkenberg

Het Klooster van Gerkenberg is een kloostercomplex aan de Meeuwerkiezel 88 nabij het gehucht Gerkenberg, ten zuidwesten van Bree.

## Geschiedenis
Het complex werd gesticht en gebouwd van 1914-1919 door Waalse Karmelieten. In 1927 werd het complex aangekocht door de Missionarissen van het Heilig Hart, die er een studiehuis voor filosofie (filosoficum) en noviciaat vestigden. In 1969 werd het een bezinningscentrum, geleid door dezelfde congregatie. In 2001 trokken de paters zich uit Gerkenberg terug en werd het complex aangekocht door de gemeente Bree. Deze richtte er een Welzijnscampus in, waar een woonzorgcentrum voor bejaarden en gehandicapten werden bijgebouwd. Het bestaande kloostercomplex werd in 2011 aan een projectontwikkelaar verkocht. Het werd verbouwd en bijgebouwd voor serviceflats, tijdelijk verblijf, herstelverblijf en een restaurant, waarbij het complex zo veel mogelijk intact werd gelaten. 

## Gebouw
De aan Onze-Lieve-Vrouw van de Carmel gewijde kerk, in neogotische stijl en ontworpen door de Brusselse architect Pauwels, is een driebeukige zaalkerk. De kerk is voorzien van een toren van drie geledingen, geflankeerd door een traptorentje. Het meubilair is geheel neogotisch. De kruiswegstaties werden geschilderd door Tony van Os.
Kerkorgel
Het orgel in Gerkenberg werd gebouwd door Jos. Stevens in de Franse symfonische stijl naar Aristide Cavaille Coll (Parijs). Het heeft achttien klinkende stemmen ''register'' op twee manuales en pedaal, Het bouwjaar wordt geschat op rond 1929, Het instrument werd niet beschadigd door de oorlog en is 100% origineel bewaard gebleven 
Het instrument is volledig pneumatisch en niet bespeelbaar. Restauratie is gepland.
| Grand Orgue   | Recit Expressiv   | Pedalier       |
| ------------- | ----------------- | -------------- |
| Bourdon 16'   | Flutè Harm.. 8    | Soubasse 16    |
| Montre 8'     | Voix Celeste 8    | Oktave Basse 8 |
| Bourdon H. 8  | Viola di Gamba 8  | Basse 8        |
| Salicional 8' | Metraphone 4      | Fluit 4        |
| Preastant 4'  | Doublette 2       |                |
|               | Quinte 2/2'3      |                |
| Tirasse GO    | Basson et H. 8    |                |
| Tirasse REC   | Trompette harm. 8 |                |
| Rec 16- GO    | Tremolo           |                |
| Rec 4 - GO    |                   |                |

## Galerij

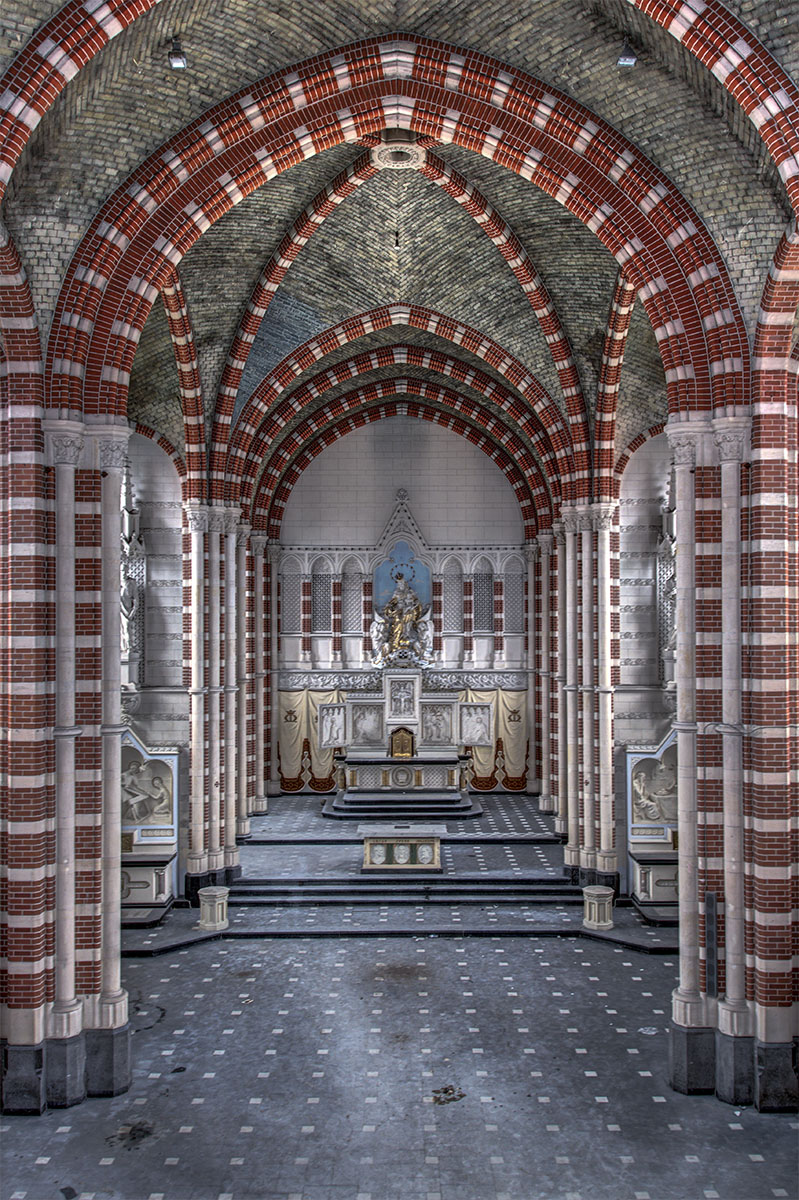
Overzicht kerk vanaf het oksaal
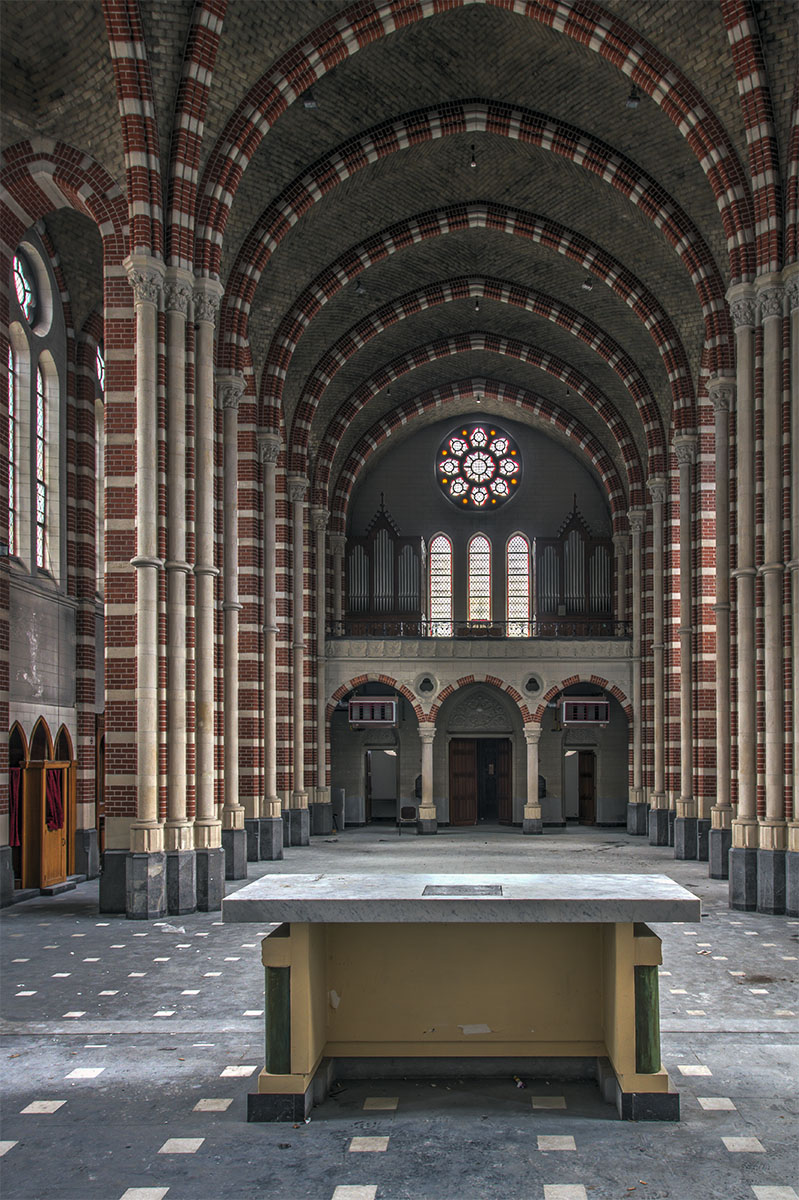
Gezicht op orgelgalerij en orgel
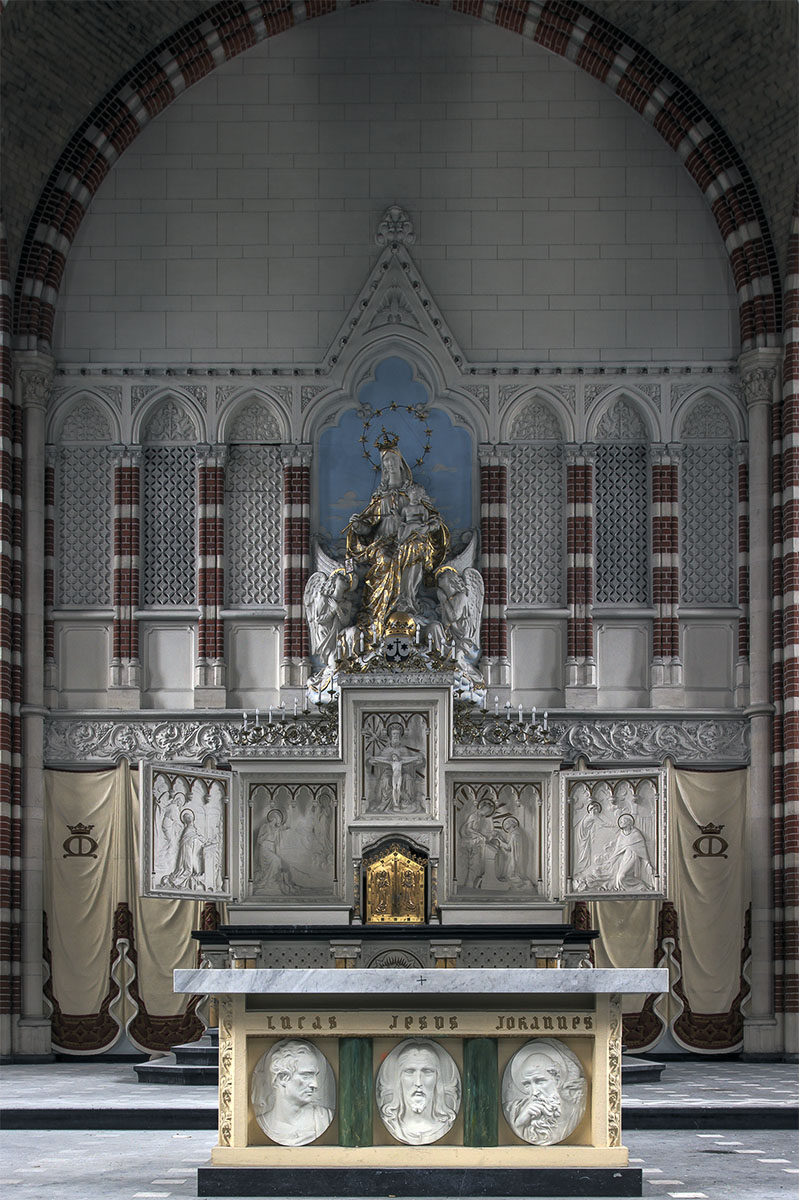
Hoogaltaar kerk

## Externe bron
- Onroerend erfgoed
- Foto's van het klooster Gerkenberg